# Влагтведде
Влагтведде (нід. Vlagtwedde, нід. вимова: [ˈvlɑxˌtʋɛdə] ( прослухати)) — село в нідерландській провінції Гронінген.
З 1811 року мало статус окремого муніципалітету. 1 січня 2018 року увійшло до новоствореного муніципалітету Вестерволде.

## Галерея

Топографічна мапа Влагтведде, червень 2015